# Nikoloz Sherazadishvili
Nikoloz Sherazadishvili (Tbilisi, 19 febbraio 1996) è un judoka spagnolo.

## Palmares
- Mondiali

Baku 2018: oro nei -90 kg;
Budapest 2021: oro nei -90 kg.
- Europei

Tel Aviv 2018: bronzo nei 90kg.
- Campionati mondiali juniores

Abu Dhabi 2014: argento nei 90kg;
Fort Lauderdale 2014: argento nei 90kg.
- Campionati mondiali juniores

Malaga 2016: argento nei 90kg;
Bucharest 2014: bronzo nei 90kg.

### Vittorie nel circuito IJF
| Data            | Località  | Paese               | Categoria |
| --------------- | --------- | ------------------- | --------- |
| 18 giugno 2017  | Cancún    | Messico             | Gran Prix |
| 28 ottobre 2017 | Abu Dhabi | Emirati Arabi Uniti | Gran Slam |